# Esclau rebel
L'Esclau rebel és una estàtua de marbre de Michelangelo Buonarroti de 2'15 metres d'alçada, datat del 1513. En l'actualitat es troba en el Museu del Louvre de París.

## Història
La idea dels dos "esclaus" del Louvre sorgeix per al segon projecte de la tomba de Juli II, un mausoleu monumental en què Miquel Àngel va treballar immediatament. Les dues primeres obres completades són els Esclaus (anomenats Presoners fins al segle XIX), que anirien col·locats a la part inferior del monument.
La data de les dues escultures es confirma gràcies a una carta del mateix artista a Marcello dei Covi, en què parla d'una visita de Luca Signorelli a casa seva mentre ell treballava a "una figura de marbre (...) que té les mans darrere".
Tots dos esclaus van ser eliminats del projecte final del monument, el 1542. El 1546, Miquel Àngel va regalar les obres a Roberto Strozzi per agrair-li la seva acollida a casa seva a Roma entre juliol de 1544 i gener de 1546. Quan aquest va ser exiliat a Lió es va emportar les dues obres a l'abril de 1550. Arriben a mans del rei Enric II que va regalar ambdues estàtues a Anne de Montmorency, condestable de França, ia l'abril de 1578 estaven col·locades en dos nínxols del pòrtic dels Esclaus al pati del seu castell de Écouen (una petita localitat localitzada a uns 20 km al nord de París).
El 1632 Enric II de Montmorency va regalar les escultures al cardenal Richelieu, que les va portar al seu castell de Poitou, on les va poder veure Bernini, que va realitzar alguns dibuixos.
El 1749, el llavors duc de Richelieu les va fer portar a París. Van ser confiscades el 1793, quan la vídua de l'últim dels mariscals de Richelieu va intentar vendre-les; així van passar a ser propietat del govern formant part de les col·leccions que avui són al Louvre.

## Descripció
L' Esclau rebel està representat mentre intenta alliberar-se, recargolant-se, de les cordes amb què li han lligat les mans. La sensació que havia de transmetre era conferir més tridimensionalitat a l'obra, apropant-se suggestivament cap a l'espectador.
El significat iconològic de les dues estàtues es relaciona probablement amb el motiu dels Captius en l'art romà, de fet Vasari els va identificar com a personificacions de les províncies controlades per Juli II. L'Esclau rebel, en particular, podria representar les escultura o l'arquitectura, però es tracta de conjectures. Altres lectures proposades són més de tipus filosòfic-simbòlic i estan lligades a la vida personal de l'artista i els seus "turments".
Des del punt de vista estilístic, els esclaus recorden les estatuàries antigues, en particular hel·lenística, com el grup del Laocoonte, descobert el 1506 en presència del mateix MIguel Ángel i que hi va causar gran impressió.